# Jean Titelouze

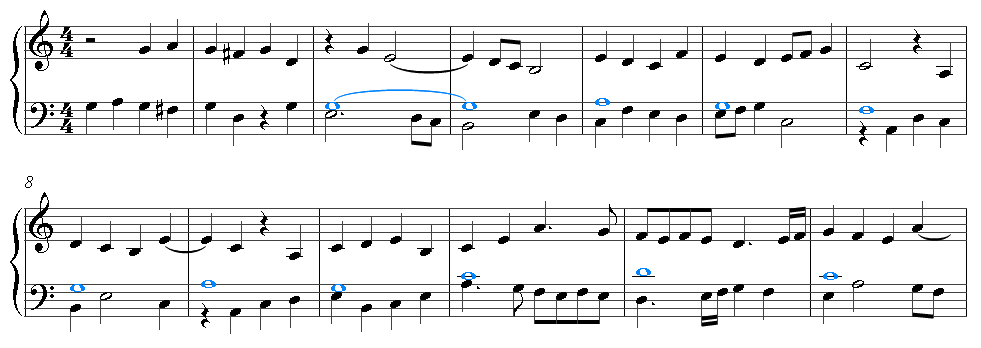
Pierwsze nuty hymnu Veni Creator Jeana Titelouze

Jean Titelouze, także Jehan Titelouze (ur. w 1562 lub 1563 w Saint-Omer, zm. 24 października 1633 w Rouen)  – francuski kompozytor, poeta i organista przełomu renesansu i baroku. 

## Życiorys
Titelouze urodził się w Saint-Omer, które wówczas leżało w hiszpańskich Niderlandach. Jego nazwisko wywodzi się od de Toulouse - z Tuluzy (obecnie odrzuca się teorię francuskiego kompozytora i muzykologa Amédée Gastoué, który dowodził, że nazwisko Titelouze może mieć korzenie angielskie lub irlandzkie: od Title-House). 
Titelouze odebrał edukację w rodzinnym mieście, tam też w 1585 roku otrzymał święcenia kapłańskie i został organistą w Katedrze Notre-Dame de Saint Omer. W 1588 przeniósł się do Rouen, gdzie został mianowany organistą tamtejszej katedry. Zajmował się wówczas także montowaniem i naprawą organów w innych francuskich miastach. W 1600 roku zaprosił do Rouen znanego flamandzkiego budowniczego organów Crespina Carliera. W wyniku tej współpracy rouenskie organy zyskały sławę najlepszego instrumentu we Francji.
Styl Titelouze był mocno zakorzeniony w tradycji Renesansu i odbiegał od wyraźnego francuskiego stylu muzyki organowej, który rozwinął się w połowie XVII wieku. Uznawany jest za pierwszego kompozytora francuskiej szkoły organowej. Jego hymny oraz Magnificat są najwcześniejszymi znanymi kolekcjami muzyki organowej, które zostały wydane we Francji.
W 1623 opublikował pierwszą kolekcję swoich dzieł: Hymnes de l'Eglise zawierały utwory do użytku podczas liturgii. W tym samym roku ze względu na problemy zdrowotne zaniechał gry na organach w katedrze w Rouen choć zachował stanowisko pierwszego organisty. W 1626 roku ukazała się druga publikacja Titelouze Le Magnificat zawierająca osiem kantyków.